# Paul de Leeuw
Paul Henri de Leeuw (Rotterdam, 26 maart 1962) is een Nederlands televisiepresentator, komiek, cabaretier, programmamaker, acteur en zanger.

## Biografie
De Leeuw werd geboren in Rotterdam-Feijenoord en groeide op in een protestants gezin. Hij groeide deels op in Rotterdam, maar al snel verhuisde het gezin naar Ridderkerk-Rijsoord, waar hij op de kleuterschool en een jaar op de lagere school heeft gezeten, en vervolgens naar Lekkerkerk, waar hij op verschillende lagere scholen heeft gezeten. Hij ging naar de mavo op de Krimpenerwaard in Krimpen a/d IJssel, na de fusie met de Diederik van Alkemade mavo in 1992 beter bekend als het Krimpenerwaard College, en haalde daar later zijn havo-diploma. Na de havo volgde De Leeuw de lerarenopleiding in Delft. Hier ontdekte hij zijn artistieke talenten. Hij meldde zich aan voor de Toneelacademie Maastricht, maar kwam niet door de selectie.
In 1983 deed De Leeuw mee met Cameretten in Delft, waarbij hij de persoonlijkheidsprijs kreeg. Een jaar later presenteerde hij het festival. In 1985 was hij het pauzenummer tijdens het Open Bak Gala in het Koninklijk Theater Carré ter gelegenheid van het tienjarig bestaan van Theater De Engelenbak. Hij zong het nummer Vlieg met me mee. Mede dankzij de enthousiaste reacties van de zaal kreeg De Leeuw een uitnodiging voor een optreden in het programma van Sonja Barend.

### Radio
De Leeuw maakte op 1 juni 1986 zijn radiodebuut in Lieve Paul, dat op zondag van 16.00 tot 18.00 uur bij de KRO op Radio 3 werd uitgezonden. In Lieve Paul loste hij relatieproblemen van luisteraars op met hulp van Paul van der Lugt en producer Jeroen Keers. Na zijn overstap naar de VARA in 1988 werd hij opgevolgd door de van Medisch Centrum West bekende actrice Erna Sassen en werd het programma omgedoopt tot de Zalige liefdeslijn.
Van 11 juli 1989 tot en met 25 september 1990 had hij bij de VARA het ochtendprogramma De Leeuw wordt wakker van 6.00 tot 9.00 uur op Radio 3. Een bekend onderdeel hierin was het door hemzelf uitgevoerde en ingesproken poppenspel Paulus de Heidekabouter, waarin hij zelf alle stemmen insprak van zelf verzonnen of bestaande dieren en personen en als persiflage op Paulus de Boskabouter.

### Televisie

#### Debuut
De Leeuw kwam in 1985 bij het NCRV-televisieprogramma Snelbinder, dat toen al werd gepresenteerd door de pop Gep Snelbinder met de stem van Simon van Leeuwen.
Voor de NOT presenteerde hij in het voorjaar van 1987 de educatieve serie "De Appelmoesstraat is anders".
In de zomer van 1987 werd De Leeuw verder bekend door zijn gastpresentatie in het programma Sterrenslag van de AVRO naast Sandra Reemer, met name door zijn uitspraak: "Meneer van Heumen, we zijn er klaar voor!" (tegen voormalig hockeycoach Wim van Heumen, die toentertijd de scheidsrechter was). Ook maakte hij de uitdrukking "Helaas, pindakaas!" populair bij het grote publiek. In 1988 was De Leeuw te zien in de jeugddramaserie Switch.

#### VARA
In 1990 kreeg De Leeuw zijn eigen televisieprogramma bij de VARA: De schreeuw van De Leeuw. Vooral de uitzending over aids, met René Klijn, maakte indruk. De Leeuw ontving hiervoor de Bronzen Roos op het televisiefestival in Montreux. Hij ontving de J.B. Broekszprijs 1991 voor de uitzending rond zijn gehandicapte nichtje Margrietje. Vooral in de beginjaren viel De Leeuw op door zijn soms harde en grove gevoel voor humor, wat hem geliefd maar ook berucht maakte. Sommige commentaren spraken zelfs van "afzeiktelevisie".

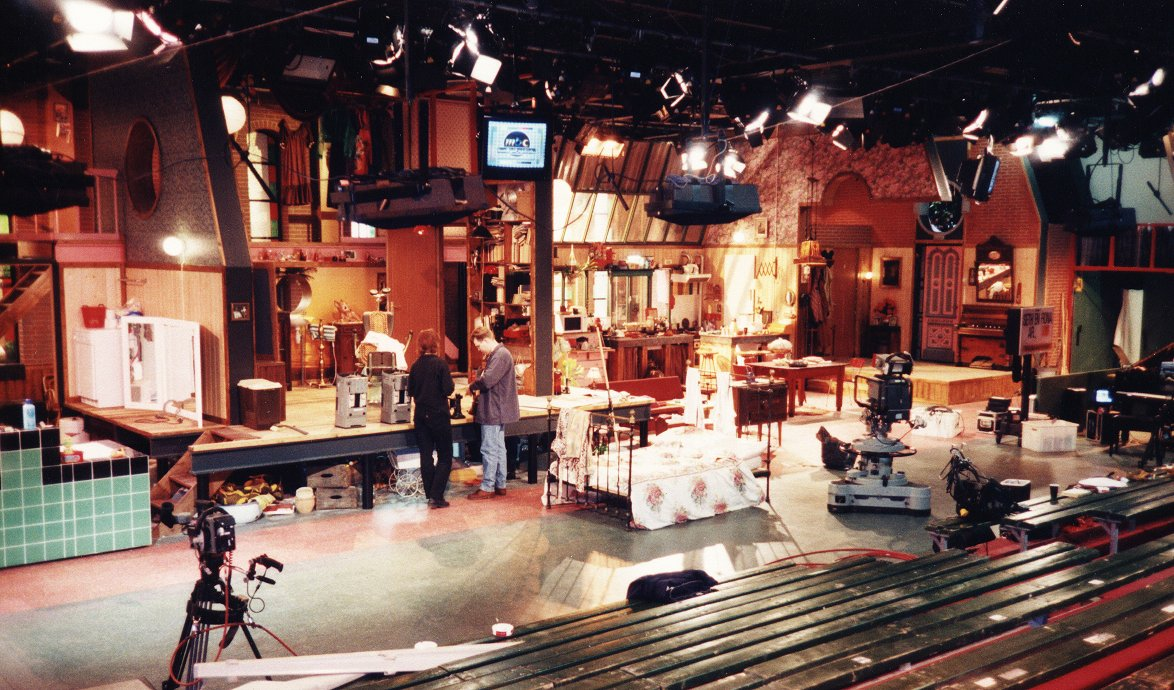
Het Seth en Fiona-decor

In 1994 had hij de hoofdrol in de door hem bedachte komedieserie Seth & Fiona en presenteerde hij het programma Muilen dicht!, dat slechts één seizoen liep.
Een jaar later presenteerde De Leeuw deel 16 van Kinderen voor kinderen en zong daarin het liedje 100 hobby's. Ook bracht hij de speelfilm Filmpje! in de bioscoop, rond zijn bekende personages Bob en Annie de Rooij. De hoofdrol werd vertolkt door De Leeuw zelf, met Rijk de Gooyer en Olga Zuiderhoek in bijrollen. De film is een parodie op vele succesvolle films als Pulp Fiction, doorspekt met heel veel typische "De Leeuw-humor".
Van 1997 tot 1999 maakte hij zijn eigen lateavondprogramma Laat de Leeuw.
In 1999 bedacht De Leeuw het format voor Het Feest van Sinterklaas, een theateroptreden/popconcert ter viering van het Sinterklaasfeest, met "dé" Sinterklaas. Voor de eerste editie nam De Leeuw zelf de presentatie voor zijn rekening dat uitgezonden werd door RTL 4, hierna werd hij als presentator in de edities die volgde vervangen.
Vanaf 2000 maakte De Leeuw samen met Hans Kesting het programma Ouwe Jongens, een praatprogramma met enkele gelijkenissen aan zijn eerdere late-night programma Laat de Leeuw. Na één seizoen van 22 afleveringen viel het doek en presenteerde De Leeuw samen met Tom Egbers voor de NOS Huis van Oranje, waarin voetbalanalyses naar aanleiding van het EK 2000 werden gecombineerd met amusement. Eind 2000 maakte De Leeuw nog eenmalig een speciaal programma voor de NOVIB, waarin hij onder meer verkleed als zuster Godelieke naar Oeganda afreisde om te verschijnen in een lokaal televisieprogramma.

#### NCRV
In 2001 presenteerde De Leeuw het Nationaal Songfestival voor de NOS, maar voor de VARA maakte hij geen programma's meer. Wel stond hij nog op de werknemerslijst als persoonlijk adviseur. Eind 2001 maakte De Leeuw, uit onvrede met het destijdse chaotische zenderprofiel van Nederland 3, een omstreden overstap van de VARA naar de NCRV, die uitzond op Nederland 1. Hier presenteerde hij het wekelijkse amusementsprogramma Herberg De Leeuw. Na het eerste seizoen 'Herberg' presenteerde hij tevens een vernieuwde, meer komisch bedoelde versie van het spelprogramma Zo Vader, Zo Zoon. Beide programma's waren niet geheel naar wens van de NCRV. Dit werd niet verbeterd toen enkele rellen ontstonden, zoals een verkeerd opgepakte Call-TV parodie in Herberg De Leeuw, die als brug naar een volgend onderwerp diende.
Na een gesprek met een oud-Call TV-presentator was er een telefonisch gesprek gepland met een museumdirecteur, in wiens museum een kunstwerk met de beeltenis van Adolf Hitler werd vertoond. Om in de uitzendingsthema 'Feel-good televisie' te blijven werd ala Call-TV een foto van hoogleraar Bob Smalhout in het kunstwerk van Hitler veranderd, waarbij geraden moest worden in wie het beeld uiteindelijk veranderde. Het 'bruggetje' werd verkeerd opgepakt en een rechtszaak werd aangespannen door Smalhout, mede door het pijnlijke feit dat de Joodse hoogleraar in de Tweede Wereldoorlog een groot deel van zijn familie heeft verloren, iets waarvan De Leeuw aangaf dit niet te weten. Excuses werden gemaakt en ook aanvaard, maar uiteindelijk deed een wekelijkse imitatie van Anneke Grönloh hem de das om. De Leeuw zette Grönloh neer als een afgetakelde cocaïne snuivende 'has-been' die zwaar aan de drank zat. Drie uitzendingen lang trad het typetje aan het slot van de uitzending op, waarop Grönloh beweerde dat ze door dit beeld van haar totaal was ingestort. Mogelijk geïnspireerd door de rechtszaak van Smalhout spande ze De Leeuw en de NCRV eveneens een rechtszaak aan.
De NCRV en De Leeuw besloten daarop dat het beter was het contract vroegtijdig te beëindigen: 1 januari 2003 zouden de NCRV en De Leeuw niet langer met elkaar verbonden zijn. Toen de NCRV echter voortijdig besloot om een speciaal door hun gevraagde Herberguitzending rondom het overlijden van prins Claus (waarover De Leeuw later meermaals zei dat hem met klem was gevraagd door de NCRV toch een uitzending te maken, al wilde hij dat zelf eigenlijk niet) op de avond van uitzending alsnog niet uit te zenden en een aflevering van Villa Felderhof te herhalen, eiste De Leeuw de uitzendband hiervan op; juist om te laten zien dat er geen schokkende of beledigende dingen over prins Claus gezegd werden. Toen ook dit tot een rechtszaak kwam werd De Leeuw per direct door de NCRV op straat gezet. Zijn programma's bij de omroep werden eveneens per direct stopgezet, al werd na een schikking de omstreden uitzending van Herberg De Leeuw alsnog via internet vertoond, op wens van De Leeuw.
Vanuit een ietwat aangepast 'Herberg'-decor deed hij nog eenmalig een programma voor Teleac, namelijk het 10-jarig-jubileumprogramma van Knoop in je Zakdoek getiteld De Leeuw in de Knoop. Na dit programma hield De Leeuw zijn aanwezigheid op de buis al dan niet tijdelijk voor gezien.
Dit alles was gaande in een tijd dat De Leeuw het al een tijd rustiger aan wilde gaan doen om tijd te besteden aan zijn kinderen.

#### Terug bij de VARA
Van 2003 tot en met 2005 maakte De Leeuw het programma PaPaul, een dagelijks praatprogramma waarin hij "thuis" gasten ontving. Ook maakte hij de serie SMSmee's Poessie. Deze serie werd echter na één aflevering van de buis afgehaald, deels omdat het niet te doen was qua werkdruk, al speelde de matige ontvangst door de kijker hier ook een rol in. In de zomer van 2004 presenteerde De Leeuw als onderdeel van 'De zomerse zaterdagavond' van Nederland 3 een seizoen lang Wie schuift er aan?, een Nederlandse versie van het Britse succesprogramma Guess who's coming to dinner?, waarin bekende personen de kans krijgen om virtueel een etentje op te zetten met gasten naar hun wens, levend of dood. Dit programma werd zeer matig ontvangen en critici sabelden het programma volledig neer.
In 2005 was te merken dat De Leeuw weer op televisie wilde met vol amusement. Zijn PaPaul onderging in het tweede seizoen een kleine reeks aanpassingen, zoals het feit dat het programma het tweede seizoen met publiek werd opgenomen. Op de vrijdagavond ging PaPaul Live de ether in, een live amusementsprogramma vanuit een studio in Weesp die was ingericht als clubhuis 'Paul de Leeuws Angels'. Dit programma werd succesvol ontvangen op een moment dat Jack Spijkerman besloot een overstap te maken naar Talpa en zijn programma Kopspijkers door de VARA per direct op non-actief werd gezet. Om dit gat op te vullen werd De Leeuw voor dit tijdslot gevraagd, wat met succes werd ontvangen, waarna voor de zomer op dit format werd voortgeborduurd met het oorspronkelijk als zomerprogramma bedoelde Mooi! Weer De Leeuw op de zaterdagavond.
Dat programma werd eveneens zeer goed ontvangen, waardoor al snel een tweede seizoen werd aangekocht. Ten tijde van het tweede seizoen, eind 2005, werd tegelijk Pauls Parenavond geproduceerd, een praatprogramma met iedere week een andere duopresentator (een voortzetting van de oude 'Donderdagavond Parenavond' uit de tijd van Laat de Leeuw) wat op donderdagavond live werd uitgezonden. Mede door de live-uitzending was het mogelijk één uitzending te besteden aan het voeren van protest tegen de destijds opkomende wijzigingen in het programmabestel. In dit programma ontving De Leeuw ook bekendere gasten zoals Robbie Williams.
Sinds december 2005 presenteert De Leeuw zijn televisie format Sint & De Leeuw waarin hij samen met een live publiek en Sinterklaas, in de eerste zes seizoenen vertolkt door Bram van der Vlugt en sinds het zevende seizoen in 2012 vertolkt door Hans Kesting, het sinterklaasfeest viert. In het programma laat De Leeuw verschillende wensen uit komen van mensen uit het publiek. Het programma raakt meerdere malen in opspraak: de zwartenpietendiscussie was die jaren het hoofdonderwerp van het nieuws en toen kwamen er voor het eerst Roetveegpieten en Gekleurde Pieten, De Leeuw besloot in 2015 daarop Sinterklaas met vrouwen met blote gekleurde borsten te laten komen en noemde hen Gekleurde Tieten. In 2016 kwam Sinterklaas met kanariepieten en in 2017 met gespierde mannen in speedo's genaamd Cadeau-kanjers, deze laatstgenoemde was een parodie op de koffermeisjes van Miljoenenjacht. Het programma verscheen in 2005 tot 2009 onder de naam Mooi! Weer de Sint, in 2009 onder de naam Lieve Paul & Sint, in 2011 onder de naam PAU!L en Sint! en van 2012 tot 2013 onder de naam Langs Sint en de Leeuw. In 2018 werd het programma overgenomen door RTL en verscheen het onder de naam Sint & Paul pakken uit! op RTL 4.
In 2006 bleef De Leeuw onverminderd doorgaan met zijn programma Mooi! Weer De Leeuw op de zaterdagavond en een kleiner, ietwat intiemer programma op de donderdagavond. Het was het jaar dat hij zich veroorloofde de presentator Sakis Rouvas van het Eurovisie Songfestival met "Kalisperma" te begroeten. Dit seizoen was dat Pauls Punt!, een praatprogramma voor alle punten waar De Leeuw in zijn wensenprogramma Mooi! Weer De Leeuw niet aan toe kon komen.
Sinds dat jaar presenteert De Leeuw ook het televisieprogramma Ranking the Stars. Het jaar 2006 sloot De Leeuw af met een live oudejaarsprogramma, Mooi jaar! De Leeuw met een kijkersaantal van 2,2 miljoen kijkers.
2007 bestond vooral uit de voorbereidingen naar zijn eigen Symphonica in Rosso-concertreeks in het Arnhemse GelreDome. Mooi weer... ging door met een nieuw seizoen en in augustus 2007 presenteerde De Leeuw voor de VPRO de honderdste aflevering van Zomergasten.
In februari 2008 ontstond een kleine rel rond De Leeuw, toen hij tijdens zijn programma de string van een onaangekondigde veganistische streaker afscheurde. De streaker was het hier niet mee eens, en dreigde een klacht in te dienen. De Leeuw stelde daarop voor de 'zaak' in zijn eigen programma 'voor te laten komen' en de 'rijdende rechter' het voorval te laten beoordelen. Diens uitspraak luidde dat Paul de Leeuw weliswaar fout zat, maar dat de schade van de Vegan Streaker voor eigen rekening was omdat hij zich onrechtmatig toegang had verschaft tot de show en dus eigen schuld had aan het gevolg.
In 2008 won hij voor de derde keer de Televizier-Ster en voor het eerst de Televizier-Ring voor zijn programma Mooi! Weer De Leeuw. Daarnaast werd hij ook als typetje neergezet in het satirische televisieprogramma Koefnoen.
In november 2008 kwam een dvd-box met zes dvd's uit met hoogtepunten uit De Leeuws carrière: Een kwart eeuw De Leeuw. Op 28 november 2008 kwam er nog een cd uit met de titel Het wordt winter. Op 29 november 2008 presenteerde De Leeuw een twaalf uur durende Mooi! Weer De Leeuw: De Marathon om te vieren dat hij 25 jaar in het vak zat. Hij ontving gasten en werd verrast door verscheidene mensen met wie hij in die 25 jaar iets te maken heeft gehad. Om 8.30 uur de volgende morgen sloot hij het programma af met zijn nummer Vlieg met me mee. Het programma had een marktaandeel van 36,3%.
In februari 2009 presenteerde hij samen met Giel Beelen op vrijdagavond het programma Top of Flop op Nederland 3. Na de laatste aflevering van Mooi! Weer De Leeuw kwam vanaf 12 september 2009 bij de VARA op Nederland 1 het nieuwe programma Lieve Paul. De Leeuw wilde met dit programma de vraagbaak voor Nederland worden. De Leeuw zette zich ook vanaf dit jaar in als ambassadeur van de CliniClowns.
In september 2009 bracht De Leeuw het door hem bedachte spel OnvoorSPELbaar op de markt, vaak ook genoemd als OnvoorSPELbaar Paul de Leeuw. Met dit spel won hij in november de prijs: Speelgoed van het jaar 2009 categorie 12+.
Van december 2009 tot en met december 2018 presenteerde De Leeuw het muzikale programma Knoop Gala.
Op 4 februari 2010 maakte De Leeuw bekend per direct te stoppen met Lieve Paul. Een maand later, op 6 maart 2010, keerde De Leeuw terug en vulde het weekend op met op zaterdagavond het programma X De Leeuw en op zondagavond met De Leeuw op zondag. De laatste aflevering van X De Leeuw was op 5 juni, met een extra lange uitzending. Dit was tevens het voorlopig laatste optreden van De Leeuw op de zaterdagavond. Vanaf 30 augustus 2010 tot en met mei 2011 presenteerde De Leeuw het dagelijkse praatprogramma op de late avond MaDiWoDoVrijdagshow samen met Filemon Wesselink en oud-schaatser Erben Wennemars. De laatste verliet het programma na twee maanden echter weer. In het najaar van 2010 was De Leeuw eenmalig te zien met het programma Pauls Kadoshow.
In oktober 2011 kwam De Leeuw terug op de buis, op de zaterdagavond met het programma PAU!L. Ook deed hij mee aan Lang leve de tv!. Hij won uiteindelijk het programma met 14 punten in de finale.

#### 'Manneke Paul' op VTM
Vanaf september 2012 maakte De Leeuw een programma voor de Vlaamse commerciële zender VTM. In dit praatprogramma, dat de titel Manneke Paul droeg, ging hij als Nederlander twee keer per week de confrontatie aan met de Vlaamse cultuur. Zo bracht hij onder meer een live-versie van De lichtjes van de Schelde van Bobbejaan Schoepen in het programma waar weduwe Josée Schoepen de gast was. 
Omdat het programma bij de start op 17 september 2012 meteen een succes was en de uitzendingen een marktaandeel van rond de 30 procent haalden, werd al na enkele weken beslist dat in het voorjaar van 2013 een tweede jaargang zou verschijnen. Die jaargang startte op 10 maart 2013 en werd voortaan op een van de twee uitzenddagen live gebracht.
Op 19 juni 2013, enkele weken na afloop van het tweede seizoen, werd bekendgemaakt dat VTM en Paul de Leeuw ondanks het blijvende succes van Manneke Paul hadden besloten hun samenwerking te beëindigen. Een van de redenen was de aankomende theatertour van De Leeuw, waardoor een vervolg op het programma niet kon worden gemaakt in de periode die VTM had vooropgesteld. Er was echter ook onvrede ontstaan tussen beide partijen: VTM wilde de volledige inhoudelijke controle over het programma, terwijl De Leeuw het vertikte om zich steeds keurig aan het draaiboek te houden.
Vanaf 27 oktober 2012 presenteerde De Leeuw het nieuwe programma Langs de Leeuw, een doorontwikkeling van PAU!L op Nederland 1.
Vanaf juni 2013 presenteerde De Leeuw geen zaterdagavondprogramma meer. Wel was hij vanaf november 2013 wekelijks te zien als gastheer in het zaterdagavondprogramma De Kwis.
In het najaar van 2014 en 2015 presenteerde De Leeuw het BNN-programma De Nationale Eettest.
In 2015 kwam De Leeuw bij de publieke omroep met het jeugdprogramma Pauls Puber Kookshow. In dit programma praatte De Leeuw tijdens het koken met verschillende pubers en enkele bekende Nederlanders over allerlei zaken van de puberteit en maatschappelijke onderwerpen. De Leeuw won met Pauls Puber Kookshow de Gouden Stuiver voor beste programma voor de jeugd op het Gouden Televizier-Ring Gala in 2016. Verder presenteerde De Leeuw in 2015 het televisieprogramma Kun je het al zien?.
In 2017 keerde De Leeuw terug op de zaterdagavond met zijn nieuwe show Wie steelt mijn show?. De tv-show werd in het theater opgenomen en het publiek kreeg de kans om de show te stelen. Met ingang van 29 mei 2017 presenteerde De Leeuw een maand lang elke werkdag de latenightshow Lekker Laat! op NPO 1.
Vanaf februari 2018 was De Leeuw wekelijks op zondag te zien in zijn programma Als je alles hebt gehad! wat hij samen met Marc-Marie Huijbregts presenteerde.
In mei 2018 was De Leeuw de hoofdgast in het praatprogramma Naar bed met Irene van Irene Moors. Normaal start het programma met de hoofdgast en Moors in de stoelen en eindigen ze als laatste samen in het bed, op verzoek van De Leeuw werd het programma gelijk van het begin in bed gepresenteerd. Dit zorgde voor hilariteit omdat De Leeuw zich vrijwel direct uit ging kleden en de helft van de uitzending naakt in bed lag met Moors.

#### RTL
Op 7 juni 2013 maakte RTL 4 bekend het format van Wie ben ik? later dat jaar terug te brengen op televisie met daarin de rol van panellid voor De Leeuw. Dit was de eerste keer dat hij een grote rol vervulde op televisie voor een commerciële omroep. In 2014 was De Leeuw als presentator te zien van het RTL 4-programma Roodkapje, het programma kreeg kritiek van de kijkers en recensenten omdat het te chaotisch zou zijn, desondanks behaalde het kijkcijfers over het miljoen.
In juni 2018 vertrok De Leeuw na 28 jaar bij BNNVARA om voor zichzelf te gaan werken. Niet veel later, op 14 november 2018, tekende De Leeuw een driejarig exclusief presentatiecontract bij RTL Nederland.
Het eerste programma dat De Leeuw maakte voor RTL was Sint & Paul pakken uit! gebaseerd op zijn programma-format Sint & De Leeuw dat hij jaren voor de VARA maakte.
In januari 2019 was De Leeuw voor het eerst als jurylid te zien in het RTL 4-programma Holland's Got Talent. Hij verving Gordon die na zeven seizoenen stopte, omdat hij de overstap maakte naar SBS6. In 2020 was De Leeuw wederom als jurylid te zien in dit programma.
In maart 2019 presenteerde De Leeuw zijn eerste nieuwe programma voor RTL 4 genaamd Paul pakt uit!. Dit leverde hem complimenten van mediarecensenten op. Sinds november 2019 was De Leeuw te zien met zijn spelshow Pauls nummer 1 show, maar dit werd niet zo enthousiast ontvangen en hield dus na één seizoen op.
In 2019 en 2020 presenteerde De Leeuw op RTL 5 het televisieprogramma Ranking the Stars, dit programma presenteerde De Leeuw eerder van 2006 tot en met 2018 bij BNNVARA. In juli 2021 werd bekend dat De Leeuw niet terug keerde als presentator na een meningsverschil met RTL; De Leeuw vond dat het programma een prominentere plek op RTL 4 verdiende in plaats van RTL 5, hier was RTL het niet mee eens en verving hem als presentator door Eddy Zoëy.
In maart 2020 begon De Leeuw met de presentatie van het televisieprogramma Op goed geluk. In oktober 2020 beëindigden De Leeuw en RTL hun exclusieve presentatiecontract een jaar eerder dan gepland, dit omdat De Leeuw zijn blik wil verbreden en ook met andere makers samenwerkingen aan wil kunnen gaan. Hij blijft wel op projectbasis verder met RTL samenwerken.

#### Freelance
Tijdens het Gouden Televizier-Ring Gala van 2020 reikte De Leeuw de Televizier Oeuvre Award uit aan Ivo Niehe.
Na het beëindigen van zijn exclusieve presentatiecontract bij RTL werd bekend dat De Leeuw een van de presentatoren van Op1 op NPO 1 zou worden. De Leeuw was van november 2020 tot juni 2021 samen met Astrid Joosten als presentatoren namens BNNVARA te zien op de vrijdagavonden. In november 2021 kwam De Leeuw met het BNNVARA-programma Busje komt zo. Dit programma werd positief ontvangen en recensenten schreven dat De Leeuw op zijn best is in dit programma en dat hij absoluut nog niet bij zijn eindstation is aangekomen. In december 2022 kwam De Leeuw met het praatprogramma Knoop & De Leeuw gemaakt met en door mensen met een verstandelijke beperking. Eind 2023 was een nieuw seizoen van dit programma te zien. Sinds 2023 presenteert hij het BNNVARA-programma Niet klein te krijgen, waarin hij vijf verschillende gezinnen volgt die alle te maken hebben met een kind, broer of zus met een levensbedreigende ziekte. Dat jaar was hij ook te zien als presentator van het programma Hotel Hollandia. 
In 2024 begon De Leeuw als recensent in het RTL 4-programma Stars on Stage. Verder was hij dat jaar te zien als King Herod in de musical Jesus Christ Superstar onder regie van Ivo van Hove. In november 2024 kondigde hij aan de samenwerking met BNNVARA definitief te beëindigen. De reden die hij daarvoor gaf was: "Er zijn dingen gebeurd die toch anders zijn gegaan dan we hadden gehoopt. Daar hebben we discussies over gehad en toen dacht ik: ja, dan moet ik misschien toch stoppen en de dingen doen die ik leuk vind."
In december 2024 zou De Leeuw het programma Sint & De Leeuw maken namens Omroep MAX op NPO 1. Eerder maakte hij een gelijke show voor RTL 4 en BNNVARA. In januari 2025 keerde De Leeuw na vijf jaar terug als presentator van Ranking the Stars, ditmaal uitgezonden door RTL 4. De eerste aflevering van zijn terugkeer bij het programma behaalde op 4 januari 2025 1,6 miljoen kijkers, wat een record voor het programma is. In mei 2025 was De Leeuw te zien als panellid in de Eurovisiesongfestival-special van het RTL 4-programma Make Up Your Mind.

### Muziek

#### Jaren 90
In 1991 bracht De Leeuw zijn cd Voor U Majesteit uit. Hierop staat onder meer het nummer Vlieg met me mee, dat een grote hit werd. Zijn grootste hit, Ik wil niet dat je liegt (cover van La solitudine van Laura Pausini), stond in 1994 negen weken op nummer 1 in de Mega Top 50. Het was de op één na best verkochte single dat jaar.
Gedurende de jaren 90 bracht De Leeuw meerdere cd's uit. In 1997 passeerde hij de grens van 1 miljoen verkochte cd's in Nederland. Zo bracht hij in 1996 de cd Encore uit waarvoor hij de Gouden Harp van de stichting Conamus ontving. En in 1997 scoorde hij een grote hit met 'k Heb je lief.

#### Eurovisiesongfestival
De Leeuw profileert zich sinds medio jaren 90 sterk als liefhebber van het Eurovisiesongfestival. Hij presenteerde het Nationaal Songfestival in 1993, 1994, 1998, 1999, 2000, 2001, 2006 en 2007. In 1998 en 1999 deed hij dit samen met Linda de Mol, waarbij hij zijn pijlen in 1999 vooral richtte op het afkraken van Double Date. In andere jaren werkte hij onder meer mee als commentator tijdens het internationale festival. In 1995 leverde dit veel commotie op, toen hij een tirade afstak tegen de Israëlische inzending Amen.
De wens bleef voor De Leeuw om toch zelf nog eens mee te doen aan het festival, en tijdens de editie van 2003 leek het er even op dat dit ook daadwerkelijk zou gebeuren. Een demo van het liedje “Blue skies are for free” was al opgenomen, maar door de geboorte van zijn tweede adoptiekind zag De Leeuw toch op het laatste moment af van deelname, om zo meer tijd aan zijn gezin te kunnen besteden.
Tijdens het Eurovisiesongfestival 2006 presenteerde De Leeuw de puntentoekenning namens Nederland. Het was de bedoeling dat hij simpelweg de presentatoren, artiesten en fans zou bedanken, waarna hij de punten zou noemen. In plaats hiervan probeerde De Leeuw echter tijdens de live-uitzending zijn mobiele telefoonnummer te geven aan de mannelijke presentator Sakis Rouvas. Ook maakte hij andere (schuine) opmerkingen die de presentatie van de Nederlandse punten aanmerkelijk langer deden duren. De Leeuw refereerde ook aan de homocultuur toen hij opmerkte dat Rouvas en zijn medepresentatrice Maria Menounos hem deden denken aan Will en Grace uit de gelijknamige comedyserie. Aangezien dit alles zich afspeelde in een rechtstreekse uitzending en een verdere bijdrage van De Leeuw noodzakelijk was voor de voortgang van het programma, kon hij niet worden afgekapt. Deze actie veroorzaakte veel negatieve reacties van menig commentator, waaronder BBC-commentator Sir Terry Wogan, die hem een "eejit" (slang voor "idioot") noemde.
Hij mocht, ondanks de kritiek van het voorgaande jaar, in 2007 wederom de punten uitdelen op het Eurovisiesongfestival. Terry Wogan zei, toen het de beurt was aan Nederland om de punten te geven en De Leeuw op het scherm verscheen: "The Netherlands were evicted in the semi-finals, and this man might be the reason why." ("Nederland is uitgeschakeld in de halve finale, en deze man zou daar weleens de oorzaak van kunnen zijn.")
In een interview met de website Eurostory.nl in april 2017 liet De Leeuw weten dat zijn interesse voor het Songfestival inmiddels tanende is. "Het is te commercieel geworden en ik [vind] het niet meer zo interessant om naar te kijken." Volgens hem is dit begonnen op het moment dat "de halve finales begonnen, dat opeens alle landen mee mochten doen, dat het meer over politieke stemmen ging dan over de echte kwaliteit van het liedje, dat het orkest wegging, dat – en dit zie je nu ook in Nederland gebeuren – het economische proces belangrijker werd dan het creatieve proces". Desondanks blijft hij ernaar kijken, zei hij.

#### Jaren 00
In 2000 stond De Leeuw vijf keer achter elkaar in een uitverkocht Ahoy. Hij zong daarbij zijn grootste hits. Ook bekende duetten met onder anderen Simone Kleinsma, Willeke Alberti, Bassie en Adriaan en Keesje werden opgevoerd. Pas in 2005 kwam een dvd hiervan uit getiteld De Leeuw Brult – Paul de Leeuw Live In Ahoy met daarop een registratie van een van de concerten. Enkele live-versies werden wel op de cd Zingen terwijl u wacht uitgebracht, waaronder een versie van de beroemde Bohemian Rhapsody in duet met kinderduo Bassie en Adriaan. Een single hiervan werd uitgebracht.
In oktober van 2006 werd het album Mooi! Weer een cd! uitgebracht, waarop naast zijn grootste hits ook enkele nieuwe nummers waren toegevoegd, zoals de hit Une belle histoire / Een mooi verhaal en Ga niet weg, dat in november op single verscheen.
Op 25 juni 2009 gaf hij samen met Cor Bakker het concert Paul en Cor Dichtbij ter gelegenheid van Bakkers 25-jarig jubileum. Vanwege de grote belangstelling werden in augustus en oktober 2009 extra concerten gegeven.

##### Symphonica in Rosso
Op 3, 4, 5, 7 en 8 november 2007 trad De Leeuw op in het GelreDome te Arnhem in het kader van de jaarlijkse concertreeks Symphonica in Rosso van The Entertainment Group. Verder waren Cor Bakker en Guido's Orchestra aanwezig; gastoptredens waren er van onder andere Marco Borsato, Leontine Borsato, Edsilia Rombley en Adje. Op 12 mei begon de kaartverkoop; de kaartjes voor 3 november waren al na tien minuten helemaal uitverkocht. Tevens ontving hij een eigen tegel op de Walk of Fame voor de hoofdingang van het Arnhemse stadion.
De titelsong van Symphonica in Rosso 2007 was Blijf (Tot de zon je komt halen). Deze single haalde de achtste positie in de Single Top 100. Het nummer is geschreven door Jan Groenteman. De Leeuw had het al eerder gezongen en was al van plan het uit te brengen. De cd Symphonica in Rosso, die op 30 november 2007 werd uitgebracht, kwam binnen op de eerste plaats in de albumlijsten. Het betekende voor De Leeuw zijn eerste nummer 1-succes sinds Encore uit 1996.

#### Jaren 10
In 2011 was De Leeuw te gast bij de Ahoy-concerten van Frans Bauer en in 2012 maakte hij zijn opwachting, als Annie de Rooij, bij de Toppers in Concert 2012 van De Toppers in de Amsterdam ArenA.
In 2018 stond De Leeuw als gastartiest veertien avonden in de jubileumeditie van De Vrienden van Amstel LIVE!.

#### Jaren 20
De Leeuw is sinds maart 2021 onderdeel van de gelegenheidsformatie The Streamers, die tijdens de coronapandemie gratis livestream-concerten gaven. Nadat de coronaregels in grote lijnen los werden gelaten, kondigde de formatie ook concerten met publiek aan. In 2022 was De Leeuw als gastartiest te zien bij Holland zingt Hazes en het AVROTROS Muziekfeest van het Jaar.

## Filmografie

### Televisie
| Televisie als presentator   | Televisie als presentator            | Televisie als presentator                 |
| Jaar                        | Productie                            | Opmerkingen                               |
| --------------------------- | ------------------------------------ | ----------------------------------------- |
| 1986                        | Snelbinder                           | 1 seizoen                                 |
| 1987                        | AVRO's Sterrenslag                   | 1 seizoen                                 |
| 1987-1988                   | De 10 over half 5 Paul de Leeuw show | 2 seizoenen                               |
| 1990                        | Kinderen voor Kinderen               | Jurylid                                   |
| 1990-1994                   | De schreeuw van De Leeuw             | 6 seizoenen                               |
| 1995-1996                   | Kinderen voor Kinderen               | 2 seizoenen                               |
| 1994                        | Muilen Dicht                         | 1 seizoen                                 |
| 1997-1999                   | Laat de Leeuw                        | 2 seizoenen                               |
| 1999                        | Het Feest van Sinterklaas            | 1 seizoen                                 |
| 2000                        | Ouwe Jongens                         | 1 seizoen                                 |
| 2001-2002                   | Herberg De Leeuw                     | 2 seizoenen                               |
| 2002                        | Zo vader, zo zoon                    | 1 seizoen                                 |
| 2003-2005                   | PaPaul                               | 2 seizoenen                               |
| 2004                        | SMSmee's Poessie                     | 1 seizoen                                 |
| 2005-2009                   | Mooi! Weer De Leeuw                  | 4 seizoenen                               |
| 2005                        | Pauls Parenavond                     | 1 seizoen                                 |
| 2005-2008                   | Mooi! Weer de Sint                   | 4 afleveringen                            |
| 2006                        | Pauls Punt!                          | 1 seizoen                                 |
| 2006-2007                   | Mooi jaar! De Leeuw                  | 2 seizoenen                               |
| 2006-2020, 2025-            | Ranking the Stars                    | 16 seizoenen                              |
| 2006-2020                   | De Wereld Draait Door                | Tafelheer                                 |
| 2008                        | Mooi! Weer De Leeuw: De Marathon     | Live 12 uur durende special               |
| 2008                        | Op zoek naar Joseph                  | Jurylid                                   |
| 2009                        | Top of Flop                          | 1 seizoen                                 |
| 2009                        | Lieve Paul                           | 1 seizoen                                 |
| 2009                        | Lieve Paul & Sint                    | 1 aflevering                              |
| 2009                        | 5 jaar later - Paul de Leeuw         | 1 aflevering                              |
| 2009-2020                   | Knoop Gala                           | 9 afleveringen                            |
| 2010                        | X De Leeuw                           | 1 seizoen                                 |
| 2010                        | De Leeuw op zondag                   | 1 seizoen                                 |
| 2010                        | Pauls Kadoshow                       | 1 aflevering                              |
| 2010, 2014-2017, 2021-heden | Sint & De Leeuw                      | 7 afleveringen                            |
| 2010-2011                   | MaDiWoDoVrijdagshow                  | 1 seizoen                                 |
| 2011-2012                   | PAU!L                                | 2 seizoenen                               |
| 2011                        | PAU!L en Sint!                       | 1 aflevering                              |
| 2012-2013                   | Manneke Paul                         | 2 seizoenen in België                     |
| 2012                        | Game of Fame                         | 1 aflevering                              |
| 2012-2013                   | Langs de Leeuw                       | 2 seizoenen                               |
| 2012-2013                   | Langs Sint en De Leeuw               | 2 afleveringen                            |
| 2013                        | Wie ben ik?                          | 1 seizoen                                 |
| 2013-2018                   | De Kwis                              | 10 seizoenen                              |
| 2013, 2017                  | Op weg naar het Knoop Gala           | 2 seizoenen                               |
| 2014-2015                   | De Nationale Eettest                 | 2 afleveringen                            |
| 2014                        | Het zijn net mensen                  | 1 seizoen                                 |
| 2014                        | Roodkapje                            | 1 seizoen                                 |
| 2015-2016                   | Pauls Puber Kookshow                 | 3 seizoenen                               |
| 2015                        | Kun je het al zien?                  | 1 seizoen                                 |
| 2017                        | Wie steelt mijn show?                | 1 seizoen                                 |
| 2017                        | Lekker Laat!                         | 1 seizoen                                 |
| 2018                        | Als je alles hebt gehad!             | 1 seizoen samen met Marc-Marie Huijbregts |
| 2018-2020                   | Sint & Paul pakken uit!              | 3 afleveringen                            |
| 2019-2020                   | Holland's Got Talent                 | Jurylid, 2 seizoenen                      |
| 2019                        | Paul pakt uit!                       | 1 seizoen                                 |
| 2019                        | Paul de Leeuw: Vette Pech! - LIVE    | 1 aflevering                              |
| 2019                        | Pauls nummer 1 show                  | 1 seizoen                                 |
| 2020                        | Op goed geluk                        | 1 seizoen                                 |
| 2020-2021                   | Op1                                  | Vrijdagduo met Astrid Joosten             |
| 2021-2022                   | Busje komt zo                        | 2 seizoenen                               |
| 2022                        | Vandaag Inside                       | Tafelheer                                 |
| 2022                        | Paul de Leeuw 60 jaar!               | Documentaire                              |
| 2022-2023                   | Knoop & De Leeuw                     | 2 seizoenen                               |
| 2023                        | Niet klein te krijgen                | 1 seizoen                                 |
| 2023                        | Hotel Hollandia                      | 1 seizoen                                 |
| 2024-heden                  | Stars on Stage                       | Recensent                                 |
| 2024-heden                  | Pauls Social Club                    | 1 seizoen                                 |
| 2025                        | Make Up Your Mind                    | Panellid                                  |

| Televisie als acteur | Televisie als acteur          | Televisie als acteur        | Televisie als acteur |
| Jaar                 | Productie                     | Rol                         | Opmerkingen          |
| -------------------- | ----------------------------- | --------------------------- | -------------------- |
| 1994                 | Seth & Fiona                  | Seth de Jonge               | Hoofdrol             |
| 1997                 | Zeeuws Meisje                 | Zwarte piet                 | Gastrol              |
| 2010                 | De TV Kantine                 | clown Bassie en René Artois | Persiflage           |
| 2014                 | Welkom bij de Romeinen        | Nero                        | 1 aflevering         |
| 2015 - 2016          | Welkom in de IJzeren Eeuw     | Verschillende rollen        | 8 afleveringen       |
| 2018                 | Welkom in de 80-jarige Oorlog | Willem Bloys van Treslong   | 1 aflevering         |
| 2019                 | De TV Kantine                 | Robèrt van Beckhoven        | Persiflage           |

Legenda
 Huidige programma's zijn gemarkeerd met een gele achtergrond.

### Film
| Film als acteur | Film als acteur              | Film als acteur                       | Film als acteur |
| Jaar            | Productie                    | Rol                                   | Opmerkingen     |
| --------------- | ---------------------------- | ------------------------------------- | --------------- |
| 1988            | Jan Rap en z'n Maat          | Derek                                 | Hoofdrol        |
| 1995            | Filmpje!                     | Bob de Rooij en Annie de Rooij        | Dubbelrol       |
| 1998            | Heerlijk duurt het langst    | Kruidenier Kees Bloem                 | Bijrol          |
| 1998            | De pijnbank                  | Jos Vlierboom                         | Hoofdrol        |
| 1999            | Max Lupa                     | ?                                     | ?               |
| 2002            | Ja zuster, nee zuster        | Wouter, dameskapper                   | Hoofdrol        |
| 2004            | K3 en het Magische Medaillon | De geest                              | Bijrol          |
| 2007            | Alles is Liefde              | Victor Jollema                        | Hoofdrol        |
| 2008            | Spion van Oranje             | François van Vliet en Bruno van Lippe | Dubbelrol       |
| 2011            | Alle tijd                    | Maarten                               | Hoofdrol        |
| 2024            | Dit is geen kerstfilm        | Kerstman                              | Bijrol          |

### Concerten
| Concerten  | Concerten                                  | Concerten                        |
| Jaar       | Productie                                  | Opmerkingen                      |
| ---------- | ------------------------------------------ | -------------------------------- |
| 1996       | EnCore                                     |                                  |
| 1999       | Het Feest van Sinterklaas                  |                                  |
| 2003       | MetroPaul                                  |                                  |
| 2007       | Symphonica in Rosso                        |                                  |
| 2009–2010  | Paul en Cor Dichtbij                       |                                  |
| 2010       | Strandfestival ZAND                        |                                  |
| 2011       | Liever geen oorlog                         |                                  |
| 2011       | Frans Bauer - Live in Ahoy                 | Gastartiest                      |
| 2011       | De week van het Metropole                  |                                  |
| 2012       | Toppers in Concert - The Love Boat Edition | Gastartiest (als Annie de Rooij) |
| 2013       | Paul en Miguels vrolijke vrienden roadshow |                                  |
| 2018       | De Vrienden van Amstel LIVE!               | Gastartiest                      |
| 2021-heden | The Streamers                              | Vier edities                     |
| 2022       | Holland zingt Hazes                        | Gastartiest                      |
| 2022       | Muziekfeest van het Jaar                   | Gastartiest                      |

### Theater
De Leeuw speelde in 2020, samen met onder andere Simone Kleinsma en Freek Bartels, in de musical Hello, Dolly!, die echter door de coronapandemie al na een paar voorstellingen werd stilgelegd. Doordat de musical te groot en te duur was om terug te brengen keerde hij niet terug, daarvoor in de plaats ging De Leeuw samen met Simone Kleinsma op tour met de voorstelling Paul & Simone: Zonder jou.
| Voorstellingen | Voorstellingen                 |
| Jaar           | Productie                      |
| -------------- | ------------------------------ |
| 1985           | Stel moeder niet teleur        |
| 1987           | De rozebotteltijd              |
| 1989           | Beste maatjes                  |
| 1991           | Les Misérables                 |
| 1992           | Wie plukt mij?                 |
| 1996           | Torch Song Trilogy             |
| 1998–1999      | Heerlijk duurt het langst      |
| 2001           | Art                            |
| 2001           | Foxtrot                        |
| 2001           | Kerstkranje                    |
| 2006–2007      | Aan het einde van de regenboog |
| 2006           | VARA roodshow, 80 jaar VARA    |
| 2012           | Poephoofd                      |
| 2014           | Ik ben rustig!                 |
| 2015–2016      | Zingen zolang het duurt        |
| 2016           | Moeders & Zonen                |
| 2018–2019      | Vette Pech!                    |
| 2020           | Hello, Dolly!                  |
| 2020           | Paul & Simone: Zonder jou      |
| 2022–heden     | 60? We zien wel                |
| 2024           | Jesus Christ Superstar         |

### Podcast
Op 24 maart 2021 lanceerde De Leeuw zijn eigen podcast De Leeuw Lult, waarin hij elke week over een onderwerp uit de actualiteit praat met collega's en vrienden als Hans Kesting en Richard Groenendijk. In september 2021 kreeg de podcast een vervolg met De Leeuw Lult Verder in samenwerking met NPO Radio 5. Deze serie liep door tot eind 2024. In januari 2025 ging de podcast door onder de naam De Leeuw Brult Verder bij Omroep MAX.

### Bestseller 60
| Boeken met noteringen in de Nederlandse Bestseller 60 | Jaar van verschijnen | Datum van binnenkomst | Hoogste positie | Aantal weken | Opmerkingen                      |
| ----------------------------------------------------- | -------------------- | --------------------- | --------------- | ------------ | -------------------------------- |
| Boos op de lucht!                                     | 2009                 | 13-05-2009            | 19              | 7            |                                  |
| 'K Hebjelief, en trek!                                | 2012                 | 15-02-2012            | 24              | 4            |                                  |
| Moeten, mogen & uitsloven                             | 2022                 | 16-03-2022            | 38              | 2            | in samenwerking met Kas de Leeuw |

## Privé
De Leeuw heeft sinds 2000 een geregistreerd partnerschap met zijn wederhelft. Ze hebben samen twee kinderen geadopteerd, die beiden uit de Verenigde Staten komen. Een roddelblad deed hij een proces aan, toen het foto's van hem en zijn zoontje publiceerde.

### Salaris en vermogen
De Leeuw behoort tot de best verdienende mediapersonen in Nederland. Zijn vermogen werd in 2012 geschat op 16 à 20 miljoen euro en is ondergebracht in acht BV's. De Leeuw is de enige aandeelhouder bij twee van die BV's, Hempie BV en Stevana Tower BV. Hempie BV had in 2007 een balanstotaal van 6,88 miljoen euro.
Omdat De Leeuw werkt voor de publieke omroep (VARA), die grotendeels met belastinggeld wordt gefinancierd, rees in 2008–2009 de vraag of zijn salaris, geschat op 650.000 euro per jaar, binnen de balkenendenorm zou moeten blijven. Die norm lag toen op 176.000 euro/jaar. De Leeuw meende evenwel dat politici zich niet met zijn salaris mochten bemoeien: "Ik heb een specifiek talent en u kunt mijn salaris niet bepalen. Ik werk hard, maak maatschappelijk relevante programma's en ik ben heel goed", zei hij. "Als je zo'n vakman bent, geldt er geen balkenendenorm. We gaan alleen maar voor de Beatrix-norm. En Wij, koningen van ons vak, hoeven niet bang te zijn voor de Hollandse bemoeizucht en zuinigheid".
Uiteindelijk besloot Minister Plasterk dat voor een handvol uitzonderlijke talenten binnen de publieke omroep een uitzondering zou worden gemaakt. Aangezien De Leeuw niet op de loonlijst staat bij de VARA, maar zich via zijn Hempie BV door de VARA laat inhuren, zou de norm niet op hem van toepassing zijn geweest.

## Prijzen
De Leeuw zijn televisieprogramma's en muziek zijn veelvuldig bekroond. Hij is herhaaldelijk uitgeroepen tot populairste presentator/televisiepersoonlijkheid in Nederland en populairste buitenlandse presentator in Vlaanderen.
- 1991

- De J.B. Broekszprijs
- 1993

- De Zilveren Nipkowschijf voor De Schreeuw van de Leeuw
- Nominatie voor een Emmy Award.
- Een Edison voor de cd 'Voor u wil ik zingen'
- Roos van Montreux voor De Schreeuw van de Leeuw
- Mediaprijs van de gemeente Amsterdam voor de aflevering van De Schreeuw rond de islam.
- 1995

- Filmpje! ontving de Bob Angelo Penning van het COC en een Rembrandt Award voor beste Nederlandse speelfilm.
- De Vlaamse Geuzenprijs.
- 1997 en 1998

- Goud Beeld in de categorie Beste presentator - Amusement 2x
- 1999

- De Bewondering op het Gouden Televizier-Ring Gala
- 2000

- Een Edison voor beste Nederlandstalige zanger.
- 2004

- Voor de tweede maal de Zilveren Nipkowschijf voor PaPaul.
- Hij eindigde op nummer 86 tijdens de verkiezing van de grootste Nederlander.
- 2006

- Winnaar van de Zilveren Televizier-ster (als beste mannelijke televisiepersoonlijkheid). De andere genomineerden waren Patrick Lodiers en Matthijs van Nieuwkerk.
- 2007

- Uitgeroepen tot Omroepman van het Jaar 2006 door het omroepvakblad Broadcast Magazine.
- 27 april 2007 - Benoemd tot Ridder in de Orde van de Nederlandse Leeuw vanwege zijn niveau, zijn grote uitstraling en de grote betekenis van zijn prestaties voor de ontwikkeling van het televisie-amusement en de theaterwereld.
- Winnaar van de Zilveren Televizier-Ster (als beste mannelijke televisiepersoonlijkheid). De andere genomineerden waren Ruben Nicolai en Matthijs van Nieuwkerk.
- 2008

- Winnaar van de Gouden Televizier-Ring met het programma Mooi! Weer De Leeuw.
- Winnaar van de Zilveren Televizier-Ster (als beste mannelijke televisiepersoonlijkheid). De andere genomineerden waren Ruben Nicolai en Matthijs van Nieuwkerk.
- 2009

- In 2009 won De Leeuw met zijn zelf bedachte spel OnvoorSPELbaar de prijs: Speelgoed van het jaar 2009 categorie 12+.
- 2011

- 100% NL Award (Oeuvre Award)
- Internationaal certificaat in de categorie Variety bij de The New York Festivals World's Best Television & Films, voor een aflevering van X De Leeuw.
- 2013

- Winnaar van de Vlaamse Televisie Sterren voor Beste Entertainmentprogramma met het programma Manneke Paul.
- 2016

- In 2016 ontving De Leeuw de Beeld en Geluid Oeuvre Award van De TV-Beelden, het programma De Kwis won datzelfde jaar in de categorie 'beste amusement'.
- Winnaar van de Gouden Stuiver tijdens de Gouden Televizier-Ring Gala 2016 met zijn programma Pauls Puber Kookshow.
- 2022

- In januari 2022 werd The Streamers, waar De Leeuw lid van is, uitgeroepen tot beste live act van 2021 tijdens de Top 40 Awards.

## Discografie

### Albums
| Album met eventuele hitnotering(en) in de Nederlandse Album Top 100 | Datum van verschijnen | Datum van binnenkomst | Hoogste positie | Aantal weken | Opmerkingen                       |
| ------------------------------------------------------------------- | --------------------- | --------------------- | --------------- | ------------ | --------------------------------- |
| Voor U, majesteit!                                                  | 1991                  | 18-05-1991            | 12              | 94           | Platina                           |
| Van U wil ik zingen                                                 | 1992                  | 14-11-1992            | 3               | 79           | Met onder meer De steen / Platina |
| Plugged                                                             | 1993                  | 15-05-1993            | 1(6wk)          | 96           | Livealbum / 3x Platina            |
| ParaCDmol                                                           | 1994                  | 22-10-1994            | 1(4wk)          | 62           | 2x Platina                        |
| In heel Europa was er niemand zoals zij...                          | 1995                  | 01-07-1995            | 8               | 25           | Livealbum                         |
| Filmpje!                                                            | 1996                  | 06-01-1996            | 10              | 10           | Soundtrack                        |
| Encore                                                              | 1996                  | 18-05-1996            | 1(1wk)          | 28           | Livealbum / Platina               |
| Lief                                                                | 1997                  | 22-11-1997            | 2               | 42           | Platina                           |
| Stille liedjes                                                      | 1999                  | 16-10-1999            | 5               | 27           | Goud                              |
| Kerstkransje                                                        | 2001                  | 20-01-2001            | 38              | 7            | Livealbum                         |
| Zingen terwijl u wacht                                              | 2001                  | 09-06-2001            | 10              | 6            |                                   |
| MetroPaul                                                           | 23-04-2004            | 01-05-2004            | 35              | 7            | met Het Metropole Orkest          |
| Duizel mij                                                          | 01-04-2005            | 02-04-2005            | 5               | 20           |                                   |
| Mooi! weer een CD!                                                  | 08-09-2006            | 16-09-2006            | 2               | 92           | Goud                              |
| Symphonica in Rosso                                                 | 30-11-2007            | 08-12-2007            | 1(6wk)          | 61           | 3x Platina                        |
| Het wordt winter!                                                   | 28-11-2008            | 06-12-2008            | 10              | 13           |                                   |
| Honderd uit één                                                     | 13-11-2009            | 21-11-2009            | 3               | 44           | Verzamelbox                       |
| Paul                                                                | 16-03-2012            | 24-03-2012            | 5               | 10           |                                   |
| De Leeuw zingt Long                                                 | 2014                  | 22-11-2014            | 4               | 14           |                                   |
| Er was eens... een kerstverhaal                                     | 2015                  | 28-11-2015            | 43              | 4            |                                   |
| Land van mij                                                        | 2016                  | 05-11-2016            | 4               | 9            |                                   |

| Album met hitnotering(en) in de Vlaamse Ultratop 200 albums | Datum van verschijnen | Datum van binnenkomst | Hoogste positie | Aantal weken | Opmerkingen |
| ----------------------------------------------------------- | --------------------- | --------------------- | --------------- | ------------ | ----------- |
| Lief                                                        | 1997                  | 21-02-1998            | 40              | 2            |             |
| Mooi! weer een CD!                                          | 2006                  | 30-09-2006            | 78              | 2            |             |
| Symphonica in Rosso                                         | 2007                  | 22-12-2007            | 77              | 7            |             |
| De Leeuw zingt Long                                         | 2014                  | 22-11-2014            | 178             | 1            |             |
| Land van mij                                                | 2016                  | 05-11-2016            | 83              | 2            |             |

### Singles
| Single met eventuele hitnotering(en) in de Nederlandse Top 40 | Datum van verschijnen | Datum van binnenkomst | Hoogste positie | Aantal weken | Opmerkingen                                                                 |
| ------------------------------------------------------------- | --------------------- | --------------------- | --------------- | ------------ | --------------------------------------------------------------------------- |
| Giddy up go                                                   | 1991                  | 06-07-1991            | 14              | 6            | als Bob de Rooij / Nr. 13 in de Nationale Top 100                           |
| Gebabbel* / Vlieg met me mee (live)                           | 1992                  | 07-11-1992            | 2               | 14           | * met Willeke Alberti / Nr. 1 in de Nationale Top 100                       |
| Ik heb een Euromast                                           | 1993                  | 20-02-1993            | 4               | 6            | als Bob de Rooij / Nr. 3 in de Mega Top 50                                  |
| Blote jongens in het park / In de ghetto*                     | 1993                  | 17-04-1993            | 26              | 5            | * als Bob de Rooij / Nr. 22 in de Mega Top 50                               |
| Blijf bij mij                                                 | 1993                  | 03-07-1993            | 5               | 10           | met Ruth Jacott / Nr. 5 in de Mega Top 50 / Alarmschijf                     |
| Droomland                                                     | 1993                  | 04-09-1993            | 23              | 7            | met André Hazes / Nr. 16 in de Mega Top 50                                  |
| Ik wil niet dat je liegt / Waarheen waarvoor*                 | 1993                  | 11-12-1993            | 1(8wk)          | 19           | * als Annie de Rooij / Nr. 1 in de Mega Top 50                              |
| Voorbij / Ik ben zo blij dat ik een vrouw ben*                | 1994                  | 24-09-1994            | 2               | 12           | * als Annie de Rooij / Nr. 2 in de Mega Top 50                              |
| Wacht nog wat - geef wel een teken / Kopa koopavond*          | 1994                  | 10-12-1994            | 12              | 5            | * als Annie de Rooij / Nr. 12 in de Mega Top 50                             |
| Je hoort bij mij / 10-Tineke-10*                              | 1995                  | 08-04-1995            | tip3            | -            | * als Bob de Rooij / Nr. 34 in de Mega Top 50                               |
| Zonder jou                                                    | 1995                  | 23-12-1995            | 3               | 16           | met Simone Kleinsma / Nr. 3 in de Mega Top 50                               |
| Annie / My life is a filmpje                                  | 1996                  | 06-01-1996            | 20              | 4            | als Bob de Rooij / Nr. 17 in de Mega Top 50                                 |
| Ik ben als jij                                                | 1996                  | 04-05-1996            | tip3            | -            | Nr. 40 in de Mega Top 50                                                    |
| Tweestrijd                                                    | 1996                  | 20-07-1996            | 35              | 3            | met Simone Kleinsma / Nr. 26 in de Mega Top 50                              |
| Uiteind'lijk vond ik jou                                      | 1997                  | 22-03-1997            | tip12           | -            | met Simone Kleinsma / Nr. 72 in de Mega Top 100                             |
| 'k Heb je lief / 'k Wacht op jou                              | 1997                  | 11-10-1997            | 3               | 20           | Nr. 3 in de Mega Top 100                                                    |
| Ja, jij in de KL204                                           | 1998                  | 10-01-1998            | tip6            | -            | Nr. 68 in de Mega Top 100                                                   |
| Naar het zuiden                                               | 1999                  | 02-10-1999            | tip4            | -            | met Fernando Lameirinhas / Nr. 46 in de Mega Top 100                        |
| Ik heb je nodig / Je bent m'n maatje                          | 1999                  | 15-01-2000            | 14              | 7            | Nr. 7 in de Mega Top 100                                                    |
| De oranje camping                                             | 2000                  | -                     |                 |              | Nr. 59 in de Mega Top 100                                                   |
| Bohemian rhapsody                                             | 2001                  | -                     |                 |              | met Bassie en Adriaan / Nr. 76 in de Mega Top 100                           |
| Kabouter Opperdepop                                           | 24-09-2003            | -                     |                 |              | Nr. 50 in de Mega Top 50 / B2B Top 100                                      |
| Duizel mij                                                    | 2005                  | -                     |                 |              | Nr. 65 in de Single Top 100                                                 |
| Als de liefde maar blijft winnen                              | 2005                  | -                     |                 |              | Nr. 92 in de Single Top 100                                                 |
| Mijn houten hart                                              | 08-05-2006            | 03-06-2006            | tip4            | -            | met Raffaëla / Nr. 18 in de Single Top 100                                  |
| Une belle histoire - Een mooi verhaal                         | 03-07-2006            | 12-08-2006            | 38              | 3            | met Alderliefste / Nr. 14 in de Single Top 100                              |
| Ga niet weg                                                   | 03-11-2006            | -                     |                 |              | Nr. 94 in de Single Top 100                                                 |
| Blijf (Tot de zon je komt halen)                              | 27-04-2007            | 05-05-2007            | 13              | 7            | Titelsong van Symphonica in Rosso 2007 / Nr. 8 in de Single Top 100         |
| Zo puur kan liefde zijn                                       | 2009                  |                       |                 |              |                                                                             |
| Blue skies are for free                                       | 2012                  | 11-06-12              |                 |              |                                                                             |
| Koningin van alle mensen                                      | 16-04-2013            | 27-04-2013            | 6               | 3            | als onderdeel van RTL Boulevard United / Nr. 1 in de Single Top 100 / Goud  |
| Koningslied                                                   | 19-04-2013            | 27-04-2013            | 2               | 4            | als onderdeel van Nationaal Comité Inhuldiging / Nr. 1 in de Single Top 100 |
| Stiekem liedje                                                | 2016                  | 26-11-2016            | tip21           | -            |                                                                             |
| 1 miljoen keer                                                | 2012                  | 03-02-2014            |                 |              |                                                                             |
| Hou jij nog van mij?                                          | 2019                  | 02-11-2019            |                 |              | met Alain Clark                                                             |
| Ik leef nu voor jou                                           | 2019                  | 09-11-2019            |                 |              | met Francis van Broekhuizen                                                 |
| Mijn man                                                      | 2019                  | 16-11-2019            |                 |              |                                                                             |
| Soso lobi/Zwevend hart                                        | 2019                  | 23-11-2019            |                 |              | met Edsilia Rombley                                                         |
| Niemandsland                                                  | 2019                  | 30-11-2019            |                 |              |                                                                             |
| Geen pardon                                                   | 2019                  | 07-12-2019            |                 |              | met Freek Bartels                                                           |
| Proosten op het leven                                         | 2019                  | 14-12-2019            |                 |              | met Richard Groenendijk                                                     |
| Ik wil niet dat je liegt                                      | 2020                  | 24-07-2020            |                 |              | met Tino Martin                                                             |
| Tot de maan en terug                                          | 2020                  | 07-09-2020            |                 |              | met Simone Kleinsma                                                         |
| Het is stil in Rotterdam                                      | 2020                  | 11-12-2020            |                 |              |                                                                             |
| Afgegleden                                                    | 2022                  | 04-02-2022            |                 |              |                                                                             |
| Dat het lente is                                              | 2022                  | 27-05-2022            |                 |              |                                                                             |
| Het komt wel goed                                             | 2020                  | 01-12-2023            |                 |              | met Simon Keizer                                                            |

| Single met hitnotering(en) in de Vlaamse Ultratop 50 | Datum van verschijnen | Datum van binnenkomst | Hoogste positie | Aantal weken | Opmerkingen                                    |
| ---------------------------------------------------- | --------------------- | --------------------- | --------------- | ------------ | ---------------------------------------------- |
| Ik wil niet dat je liegt / Waarheen waarvoor*        | 1993                  | 19-03-1994            | 21              | 6            | * als Annie de Rooij                           |
| Koningslied                                          | 2013                  | 11-05-2013            | 41              | 1            | als onderdeel van Nationaal Comité Inhuldiging |
| Stiekem liedje                                       | 2016                  | 29-10-2016            | tip             | -            |                                                |

### NPO Radio 2 Top 2000
| Nummers met noteringen in de NPO Radio 2 Top 2000        | '99 | '00 | '01  | '02 | '03 | '04  | '05 | '06 | '07  | '08  | '09  | '10  | '11  | '12  | '13  | '14  | '15  | '16  | '17  | '18  | '19  | '20  | '21  | '22  | '23  | '24  |
| -------------------------------------------------------- | --- | --- | ---- | --- | --- | ---- | --- | --- | ---- | ---- | ---- | ---- | ---- | ---- | ---- | ---- | ---- | ---- | ---- | ---- | ---- | ---- | ---- | ---- | ---- | ---- |
| Blijf bij mij (met Ruth Jacott)                          | -   | -   | 1025 | 977 | 821 | 1011 | 669 | 579 | 923  | 751  | 888  | 1155 | 1355 | 1130 | 1421 | 1782 | -    | -    | -    | -    | -    | -    | -    | -    | -    | -    |
| Blijf (Tot de zon je komt halen)                         | ×   | ×   | ×    | ×   | ×   | ×    | ×   | ×   | 353  | 1564 | 616  | 1059 | 1307 | 1692 | 1678 | 1865 | 1976 | -    | -    | -    | -    | -    | -    | -    | -    | -    |
| Droomland (met André Hazes)                              | -   | -   | -    | -   | -   | -    | 663 | 362 | 528  | 720  | 450  | 630  | 783  | 599  | 603  | 702  | 815  | 1015 | 987  | 916  | 935  | 1012 | 925  | 1110 | 1004 | 1055 |
| Ik wil niet dat je liegt                                 | -   | -   | -    | -   | -   | -    | -   | -   | -    | -    | 940  | 1427 | 1595 | 1951 | 1785 | 1878 | 1929 | 1880 | -    | -    | -    | -    | -    | -    | -    | -    |
| 'k Heb je lief                                           | 248 | 247 | 311  | 452 | 461 | 350  | 179 | 93  | 136  | 148  | 143  | 227  | 270  | 287  | 332  | 314  | 330  | 396  | 386  | 503  | 452  | 540  | 543  | 672  | 609  | 596  |
| Une belle histoire / Een mooi verhaal (met Alderliefste) | ×   | ×   | ×    | ×   | ×   | ×    | ×   | -   | -    | -    | 1167 | -    | 1292 | 1199 | 991  | 1033 | 1159 | 1290 | 1184 | 1296 | 1283 | 1314 | 1368 | 1459 | 1525 | 1332 |
| Vlieg met me mee                                         | 344 | 360 | 519  | 707 | 614 | 652  | 733 | 652 | 744  | 649  | 558  | 872  | 1050 | 1236 | 1297 | 1197 | 1435 | 1241 | 1519 | 1368 | 1466 | 1564 | 1494 | 1571 | 1704 | 1668 |
| Voorbij                                                  | -   | -   | -    | -   | -   | -    | -   | -   | 1863 | -    | 1853 | -    | -    | -    | -    | -    | -    | -    | -    | -    | -    | -    | -    | -    | -    | -    |
| Zonder jou (met Simone Kleinsma)                         | 433 | -   | 549  | 818 | 824 | 509  | 565 | 297 | 293  | 402  | 222  | 395  | 444  | 542  | 464  | 483  | 614  | 692  | 639  | 548  | 514  | 565  | 607  | 722  | 716  | 778  |

1. ↑  Een '-' betekent dat het nummer niet was genoteerd, een '×' betekent dat het nummer nog niet was uitgebracht en een vetgedrukt getal geeft de hoogste notering van een nummer aan.

### Dvd's
| Dvd met hitnotering(en) in de Nederlandse DVD Music Top 30 | Datum van verschijnen | Datum van binnenkomst | Hoogste positie | Aantal weken | Opmerkingen |
| ---------------------------------------------------------- | --------------------- | --------------------- | --------------- | ------------ | ----------- |
| De leeuw brult! - Live in Ahoy                             | 2004                  | 04-12-2004            | 12              | 3            |             |
| Symphonica in Rosso                                        | 2007                  | 15-12-2007            | 1(6wk)          | 60           |             |

## Trivia
- Hij is supporter van Feyenoord.
- De Leeuw had van september 2008 tot en met maart 2014 een eigen televisiebedrijf genaamd E.V.A. Media. Hiermee maakte hij onder andere zijn programma's Ranking the Stars en De Kwis. In maart 2014 werd zijn bedrijf overgenomen door MediaLane.[82]
- Van 31 mei 2009 tot 5 oktober 2015 was hij de verteller van het verhaal bij De Indische Waterlelies in de Efteling.
- In 2009 bracht De Leeuw een zelf bedacht spel uit onder de naam OnvoorSPELbaar, hiermee won hij de prijs: Speelgoed van het jaar 2009 categorie 12+.[14]
- Hij was gevraagd om in Londen een Engelse variant te maken van het televisieprogramma Ranking the stars, dat hij in Nederland ruim elf jaar presenteerde, maar hij weigerde het Engelse programma te maken door zijn gebrekkige Engels.[83]
- Paul de Leeuw is verwant aan voormalig HAL eigenaar Willem van der Vorm, met wie hij een gemeenschappelijke voorouder deelt. Dit is uitgezocht voor een televisie-uitzending van het genealogieprogramma Verborgen verleden.